# 松浦市立養源小学校
松浦市立養源小学校（まつうらしりつ ようげんしょうがっこう、Matsuura City Yogen Elementary School）は、長崎県松浦市福島町原免にあった公立小学校。略称は「養小」（ようしょう）。
2016年（平成28年）3月末に松浦市立福島小学校と統合の上、松浦市立福島養源小学校が新設された。

## 概要
歴史
1874年（明治7年）に「原小学校」として創立。翌1875年（明治8年）に「養原小学校」に改称。漢字表記が現在の「養源」になったのは1901年（明治34年）。2014年（平成26年）には創立140周年を迎えた。
校章
1959年（昭和34年）制定。桜の花弁を2枚重ねたものを背景にして、中央に校名の「養」の文字を置いている。
校歌
1958年（昭和33年）制定。作詞は島内八郎、作曲は山口健作による。歌詞は3番まであり、各番に校名の「養源」が登場する。
校区
「長崎県松浦市福島町」の後に「土谷免、原免、里免、鍋串免」が続く地域であった。中学校区は松浦市立福島中学校。

## 沿革
- 1872年（明治5年）- 学制が頒布される。
- 1874年（明治7年）10月3日 - 第五大学区長崎県管下第四中学区松浦郡の小学校として「原小学校」が創立。
  - 原免越水の庄屋の座敷を校舎とする。
  - 創立当初の児童数は男子13名。今福村の豊村重郎が教鞭をとる。
- 1875年（明治8年）- 「養原小学校」に改称。
- 1878年（明治11年）4月 - 郡制の施行により、北松浦郡に属することとなる。
- 1879年（明治12年）- 校舎を増築。
- 1884年（明治17年）8月 - 統合により、「塩浜小学校 養原分校」となる。
- 1885年（明治18年）11月1日 - 志佐学区の小学校として「公立初等塩浜小学校 養原分校」に改称。
- 1886年（明治19年）- 小学校令の施行により、塩浜小学校から分離し、「簡易養原小学校」として独立。
- 1887年（明治20年）3月10日 - 尋常科を設置の上、「尋常養原小学校」に改称。
- 1888年（明治21年）1月 - 校長が配置されるようになる。初代校長は福井清平。
- 1893年（明治26年）1月 - 「養原尋常小学校」に改称（「尋常」の位置を変更）。
- 1898年（明治31年）7月 - 福島尋常小学校に統合され、「福島尋常小学校 養原分校」となる。
- 1901年（明治34年）4月 - 福島尋常小学校から分離し、「養源尋常小学校」として独立。この時から「養源」の表記が使用されるようになった。
- 1903年（明治36年）3月 - 現在地に移転。
- 1906年（明治39年）10月 - 福島農業補習学校分教室が併設される。
- 1908年（明治41年）4月 - 小学校令の改正により、義務教育年限（尋常科の修業年限）が4年から6年に延長されたため、尋常科5年を設置。
- 1909年（明治42年）4月 - 前年の義務教育年限延長により児童数が増加したため、校舎を増築。尋常科6年を設置。
- 1910年（明治43年）10月3日 - 以降、この日を創立記念日とする。
- 1911年（明治44年）10月3日 - 校友会を設立。
- 1918年（大正7年）4月 - 高等科を併置し「養源尋常高等小学校」に改称。
- 1919年（大正8年）- 校舎を増築。
- 1921年（大正10年）2月 - 運動場を拡張。
- 1926年（大正15年） - 児童数の増加で今山神社境内の回廊を仮教室（2教室）とする。
- 1929年（昭和4年）4月 - 仮教室を廃止。
- 1935年（昭和10年）
  - 11月2日 - 運動場を拡張。
  - この年 - 青年学校令の施行により、併設の福島農業補習学校分教場が「福島青年学校分教場」に改称。
- 1938年（昭和13年）4月 - 校舎1棟（4教室）を増築。
- 1941年（昭和16年）4月1日 - 国民学校令の施行により、「養源国民学校」に改称。尋常科を初等科に改める（初等科6年・高等科2年）。
- 1947年（昭和22年）4月1日 - 学制改革（六・三制の実施）が行われる。
  - 国民学校の初等科が改組され、「福島村立養源小学校」に改称。
  - 国民学校の高等科と青年学校の普通科が改組され、「福島村立福島中学校養源部[1]」（新制中学校）が発足。小学校に併設される。
    - 校舎が不足し、原免公会堂を仮校舎として使用。小学1年生と中学生で二部授業を実施。
- 1950年（昭和25年）
  - 4月23日 - 運動場を拡張。
  - 12月 - 校舎を増築。

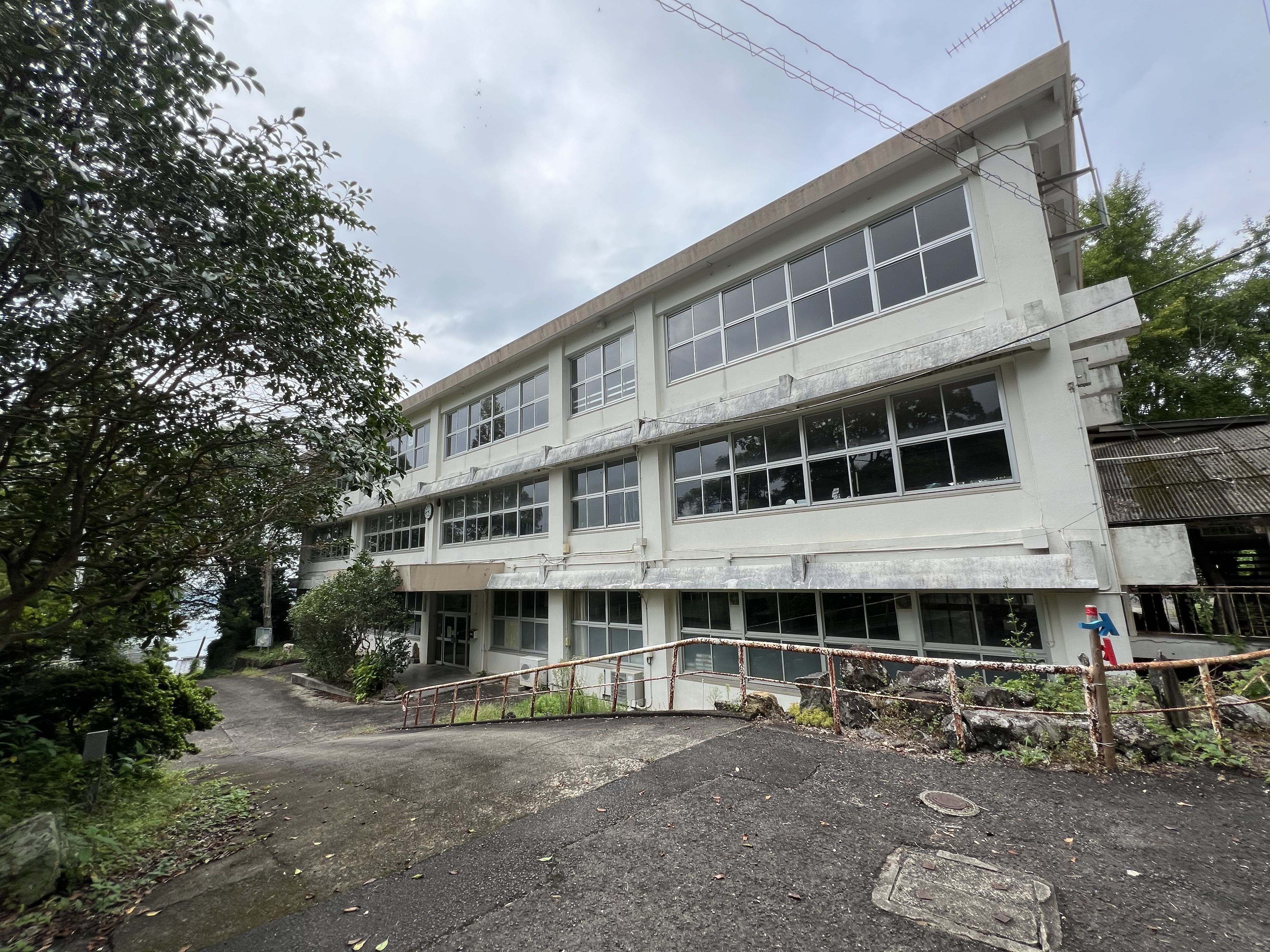
鉄筋校舎

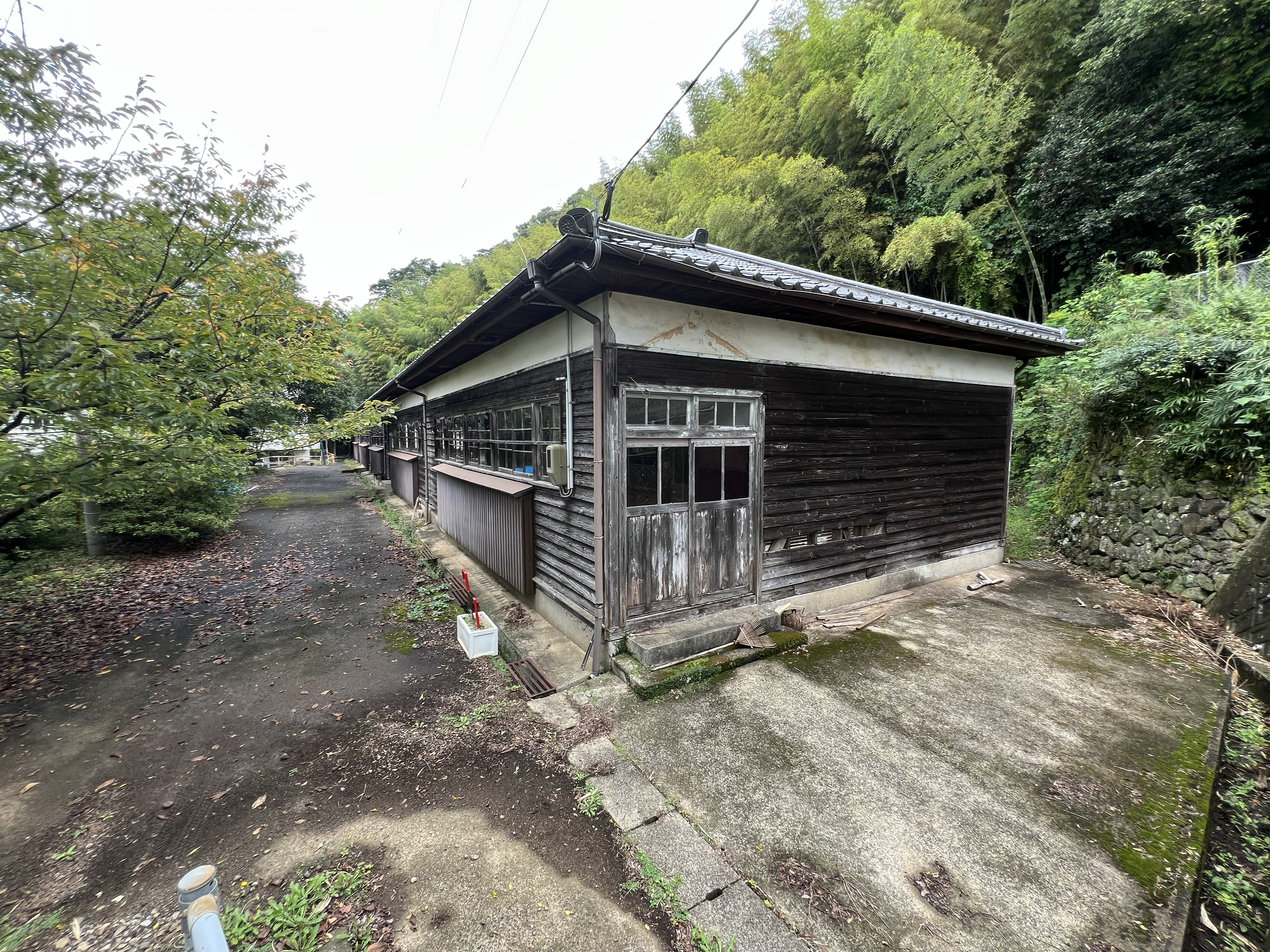
木造校舎

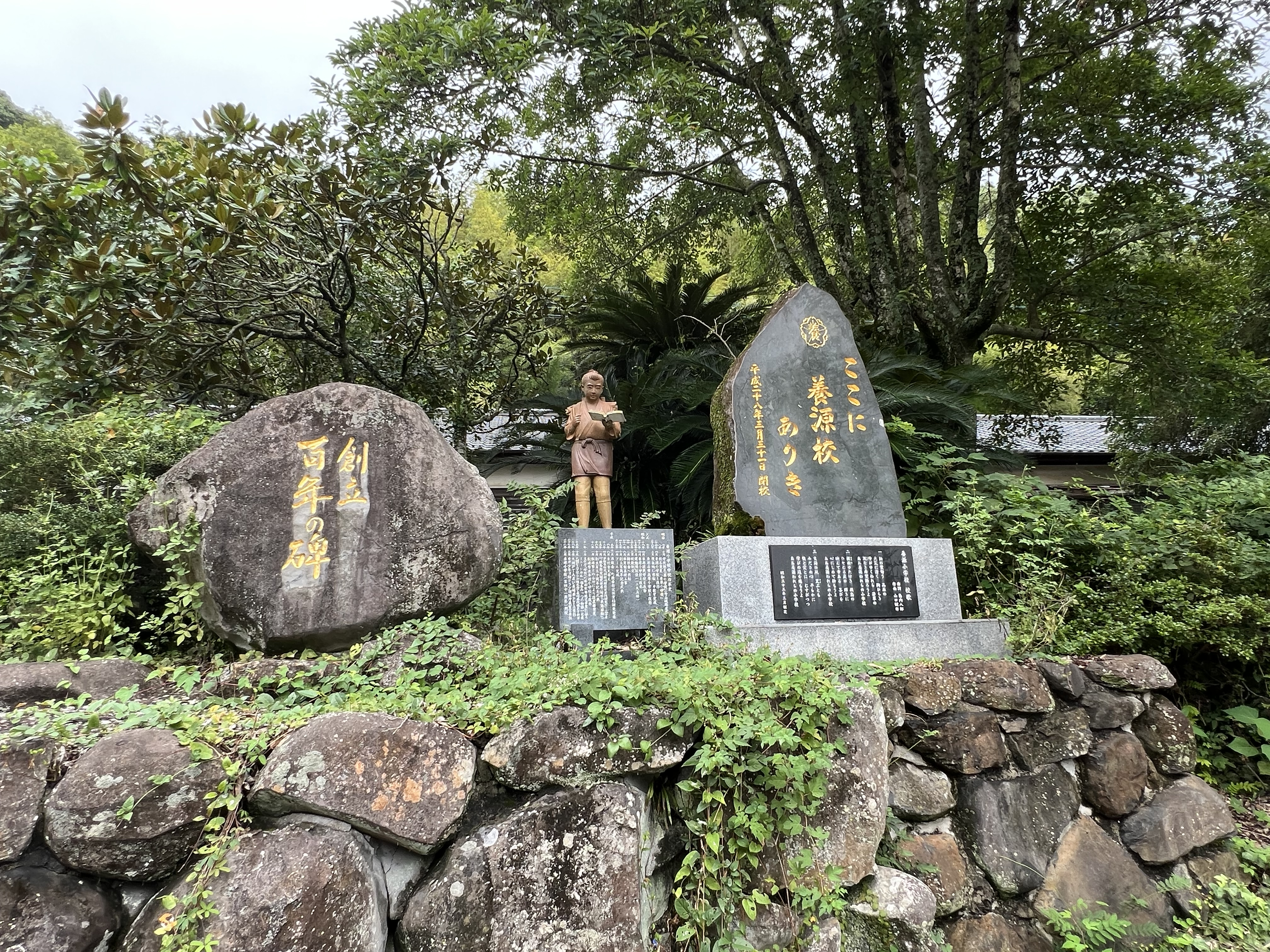
記念碑

- 1951年（昭和26年）12月1日 - 町制施行により、「福島町立養源小学校」に改称。
- 1953年（昭和28年）6月 - 大水害により被害を受ける。
- 1955年（昭和30年）
  - 4月11日 - 福島町立福島中学校の統合[2]新校舎（鉄筋コンクリート造）が完成したため、福島中学校養源部が廃止される。
  - 4月27日 - 中島鉱業の休止により、児童数が激減する。
  - 12月12日 - 完全給食を実施。
- 1958年（昭和33年）
  - 3月22日 - 校歌を制定。
  - 4月 - 児童数が最大の790名（17学級）を記録する。
- 1959年（昭和34年）
  - 3月 - 校旗（校章）を制定。
  - 9月 - 日活映画「にあんちゃん」のロケが校舎を使用して行われる。
- 1960年（昭和35年）7月15日 - 元中学校校舎6教室を校庭の東側に移築。
- 1965年（昭和40年）2月5日 - 鉄筋コンクリート造の校舎が完成。
- 1966年（昭和41年）8月31日 - 体育館が完成。
- 1968年（昭和43年）4月1日 - 特殊学級を設置。
- 1974年（昭和49年）10月3日 - 創立100周年記念式典を挙行。
- 1976年（昭和51年）3月31日 - 特殊学級を廃止。
- 1980年（昭和55年）3月25日 - プールが完成。
- 2006年（平成18年）1月1日 - 福島町が松浦市に編入されたことにより「松浦市立養源小学校」に改称。
- 2016年（平成28年）
  - 2月21日 - 閉校式を挙行。
  - 3月31日 - 松浦市立福島小学校との統合により「松浦市立福島養源小学校」が新設される[3]。

## 舞台となった作品
- 「にあんちゃん」 - 1959年（昭和34年）9月に撮影

## アクセス
最寄りのバス停
- 西肥自動車（西肥バス） 「養源小学校前」バス停

最寄りの国道・県道
- 長崎県道・佐賀県道103号喜内瀬鍋串辻線

## 周辺
- 原稲荷神社

## 関連事項
- 長崎県小学校の廃校一覧